# Thomasia
Thomasia  es un género de fanerógamas con 69 especies perteneciente a la familia Malvaceae. 

## Especies seleccionadas
| - Thomasia aemula - Thomasia angustifolia - Thomasia bexandra - Thomasia brachystachys - Thomasia canescens | - Thomasia caulescens - Thomasia cognata - Thomasia cycnopotamica - Thomasia dielsii - Thomasia diffusa |